# Choszczno
Choszczno este un oraș în Polonia.